# Walter Reuter
Pour les articles homonymes, voir Reuter.
Walter Reuter (né le 4 janvier 1906 à Berlin - décédé le 20 mars 2005 à Cuernavaca, Morelos) était un photographe allemand. Sur la liste rouge des nazis après l'incendie du Reichstag en 1933, il endura une longue période d'exil, de fuite, et d'emprisonnement en camp de concentration avant de s'enfuir pour le Mexique où il connut le succès. Il fut également réalisateur, scénariste, producteur et directeur de la photographie de courts métrages documentaires pour le cinéma mexicain. 

## Filmographie

### Comme réalisateur
- 1952 : Corazón de la ciudad
- 1952 : El Botas
- 1952 : El Hombre de la isla
- 1952 : Guerra al paludismo
- 1952 : La Brecha
- 1952 : Tierra de chicle
- 1952 : Tierra de esperanza
- 1954 : Historia de un río

### Comme scénariste
- 1952 : El Hombre de la isla
- 1952 : Tierra de esperanza

### Comme producteur
| - 1952 : Arte publico de Francisco del Villar - 1952 : Corazón de la ciudad de lui-même - 1952 : El Botas de lui-même - 1952 : El Hombre de la isla de Francisco del Villar et lui-même - 1952 : Pintura mural mexicana de Francisco del Villar | - 1952 : Tierra de chicle de lui-même - 1952 : Tierra de esperanza de Francisco del Villar et lui-même - 1952 : Toreros mexicanos de Francisco del Villar - 1954 : Historia de un río de Francisco del Villar et lui-même |

### Comme directeur de la photographie
| - 1952 : Arte publico - 1952 : Corazón de la ciudad - 1952 : El Botas - 1952 : El Hombre de la isla - 1952 : Guerra al paludismo - 1952 : La Brecha - 1952 : Pintura mural mexicana - 1952 : Tierra de chicle - 1952 : Tierra de esperanza - 1952 : Toreros mexicanos - 1953 : Noticiero cine verdad de Fernando Gamboa | - 1953 : Retrato de un pintor de Fernando Gamboa - 1954 : Historia de un río - 1955 : Les Racines de Benito Alazraki - 1959 : Virgin Sacrifice de Fernando Wagner - 1960 : Los Pequeños gigantes de Hugo Butler - 1962 : The Time and the Touch de Benito Alazraki - 1963 : A la salida de Giancarlo Zagni - 1965 : Amor amor amor (omnibus) - 1965 : La Viuda de Benito Alazraki - 1968 : Un Toro me llama de Miguel Ángel Mendoza - 1971 : La Guera Xóchitl de Rogelio A. González |

## Distinctions
- 1998 : Espejo de Plata pour son travail de photographe
- 1999 : Ariel d'or spécial pour l'ensemble de sa carrière cinématographique